# Separatism alb
Separatismul alb este o mișcare politică separatistă, care urmărește dezvoltarea economică și culturală separată pentru oamenii albi. Separatismul alb este o formă de naționalism alb și poate fi o formă de supremație albă.
Separatiștii albi susțin în general afilierea genetică cu culturile anglo-saxone, nordice sau alte culturi albe europene. Unii separatiști, de asemenea, se afiliează cu culturi etnice albe care s-au dezvoltat în afara Europei, cum ar fi Neo-Confederații în Statele Unite și Naționaliștii Buri-Afrikaneri în Africa de Sud. 
Susținătorii separatismului rasial consideră că acest separatism diferă de supremația rasială în care separatiștii afirmă că toate rasele și grupurile etnice au dreptul de a dezvolta propria lor cultură separat și orice rasă nu ar trebui să domine o alta. Ei susțin că diferențele rasiale sunt importante și se opun cu fermitate metisării .
Criticii susțin că separatismul alb contemporan este o fațadă publică adoptată de supremațiștii albi.
Separatismul rasial diferă de segregarea rasială, care se caracterizează prin separarea diferitelor grupuri rasiale în cadrul aceluiași stat. Segregarea rasială este pusă în aplicare de către guvern a unei națiuni multirasiale, ca în Africa de Sud sub apartheid, care încerca să separe culturile diferite în interiorul granițelor aceluiași stat. 
Conceptul de patrie în separatismul alb este că toate grupurile etnice sau rasiale diferite au dreptul la autodeterminare în propria lor patrie. Punctul de vedere constă în aceea că nici un grup cultural nu ar trebui să guverneze peste altul, și culturile diferite ar trebui să trăiască în pace și armonie una cu alta prin dezvoltarea separată în propriile lor state.

## Personalități
- Virginia Abernethy
- Gordon Lee Baum
- Louis Beam
- Don Black
- Richard Butler
- Thomas W. Chittum
- Harold Covington
- David Duke
- Samuel T. Francis
- Nick Griffin
- Arthur Kemp
- Ben Klassen
- David Lane
- Robert Jay Mathews
- Tom Metzger
- Merlin Miller
- Revilo P. Oliver
- William Luther Pierce
- James C. Russell
- Kevin Alfred Strom
- Jared Taylor
- Eugène Terre'Blanche
- Andries Treurnicht
- John Tyndall
- Hendrik Frensch Verwoerd
- Varg Vikernes